# Swedish Open 2009 - Qualificazioni singolare maschile
Le qualificazioni del singolare maschile dello  Swedish Open 2009 sono state un torneo di tennis preliminare per accedere alla fase finale della manifestazione. I vincitori dell'ultimo turno sono entrati di diritto nel tabellone principale. In caso di ritiro di uno o più giocatori aventi diritto a questi sono subentrati i lucky loser, ossia i giocatori che hanno perso nell'ultimo turno ma che avevano una classifica più alta rispetto agli altri partecipanti che avevano comunque perso nel turno finale.
Le qualificazioni del torneo Swedish Open  2009 prevedevano 29 partecipanti di cui 4 sono entrati nel tabellone principale.

## Teste di serie
1. Potito Starace (Qualificato)
2. Daniel Gimeno Traver (Qualificato)
3. Guillermo Cañas (Qualificato)
4. Lamine Ouahab (ultimo turno)

1. Peter Luczak (Qualificato)
2. Bjorn Rehnquist (primo turno)
3. Joseph Sirianni (primo turno)
4. Filip Prpic (secondo turno)

## Qualificati
1. Potito Starace
2. Daniel Gimeno Traver

1. Guillermo Cañas
2. Peter Luczak

## Tabellone

### Legenda
| - Q = Qualificato - WC = Wild card - LL = Lucky loser | - ALT = Alternate - SE = Special Exempt - PR = Protected Ranking | - w/o = Walkover - r = Ritirato - d = Squalificato |

### Sezione 1
|  | Primo turno       | Primo turno       | Primo turno       | Primo turno | Primo turno |  |  | Secondo turno   | Secondo turno     | Secondo turno     | Secondo turno   | Secondo turno   |   |   | Ultimo turno | Ultimo turno   | Ultimo turno   | Ultimo turno | Ultimo turno |  |
|  |                   |                   |                   |             |             |  |  |                 |                   |                   |                 |                 |   |   |              |                |                |              |              |  |
|  |                   |                   |                   |             |             |  |  |                 |                   |                   |                 |                 |   |   |              |                |                |              |              |  |
|  |                   |                   |                   |             |             |  |  | 1               | Potito Starace    | Potito Starace    | 6               | 6               |   |   |              |                |                |              |              |  |
|  | Christian Lindell | Christian Lindell | Christian Lindell | 6           | 6           |  |  |                 | Christian Lindell | Christian Lindell | 3               | 3               |   |   |              |                |                |              |              |  |
|  | Daniel Kumlin     | Daniel Kumlin     | Daniel Kumlin     | 2           | 4           |  |  |                 |                   |                   |                 |                 |   |   | 1            | Potito Starace | Potito Starace | 6            | 6            |  |
|  | Milos Sekulic     | Milos Sekulic     | Milos Sekulic     | 6           | 7           |  |  |                 |                   |                   | Ervin Eleskovic | Ervin Eleskovic | 4 | 4 |              |                |                |              |              |  |
|  | Patrik Brydolf    | Patrik Brydolf    | Patrik Brydolf    | 3           | 65          |  |  | Milos Sekulic   | Milos Sekulic     | Milos Sekulic     | 3               | 0               |   |   |              |                |                |              |              |  |
|  |                   | Ervin Eleskovic   | Ervin Eleskovic   | 6           | 7           |  |  | Ervin Eleskovic | Ervin Eleskovic   | Ervin Eleskovic   | 6               | 6               |   |   |              |                |                |              |              |  |
|  | 6                 | Bjorn Rehnquist   | Bjorn Rehnquist   | 4           | 63          |  |  |                 |                   |                   |                 |                 |   |   |              |                |                |              |              |  |

### Sezione 2
|  | Primo turno       | Primo turno       | Primo turno      | Primo turno | Primo turno |  |  | Secondo turno | Secondo turno        | Secondo turno        | Secondo turno | Secondo turno |   |   | Ultimo turno | Ultimo turno         | Ultimo turno         | Ultimo turno | Ultimo turno |  |
|  |                   |                   |                  |             |             |  |  |               |                      |                      |               |               |   |   |              |                      |                      |              |              |  |
|  |                   |                   |                  |             |             |  |  |               |                      |                      |               |               |   |   |              |                      |                      |              |              |  |
|  |                   |                   |                  |             |             |  |  | 2             | Daniel Gimeno Traver | Daniel Gimeno Traver | 6             | 7             |   |   |              |                      |                      |              |              |  |
|  | Markus Eriksson   | Markus Eriksson   | Markus Eriksson  | 6           | 7           |  |  |               | Markus Eriksson      | Markus Eriksson      | 2             | 5             |   |   |              |                      |                      |              |              |  |
|  | Anders Lindstrom  | Anders Lindstrom  | Anders Lindstrom | 3           | 65          |  |  |               |                      |                      |               |               |   |   | 2            | Daniel Gimeno Traver | Daniel Gimeno Traver | 6            | 6            |  |
|  | David Nord        | David Nord        | 3                | 7           | 7           |  |  |               |                      |                      | Erling Tveit  | Erling Tveit  | 3 | 4 |              |                      |                      |              |              |  |
|  | Rickard Holmstrom | Rickard Holmstrom | 6                | 5           | 6           |  |  | David Nord    | David Nord           | David Nord           | 2             | 3             |   |   |              |                      |                      |              |              |  |
|  |                   | Erling Tveit      | Erling Tveit     | 6           | 6           |  |  | Erling Tveit  | Erling Tveit         | Erling Tveit         | 6             | 6             |   |   |              |                      |                      |              |              |  |
|  | 7                 | Joseph Sirianni   | Joseph Sirianni  | 3           | 2           |  |  |               |                      |                      |               |               |   |   |              |                      |                      |              |              |  |

### Sezione 3
|  | Primo turno       | Primo turno           | Primo turno           | Primo turno | Primo turno |  |  | Secondo turno | Secondo turno     | Secondo turno     | Secondo turno | Secondo turno |   |   | Ultimo turno | Ultimo turno    | Ultimo turno    | Ultimo turno | Ultimo turno |  |
|  |                   |                       |                       |             |             |  |  |               |                   |                   |               |               |   |   |              |                 |                 |              |              |  |
|  |                   |                       |                       |             |             |  |  |               |                   |                   |               |               |   |   |              |                 |                 |              |              |  |
|  |                   |                       |                       |             |             |  |  | 3             | Guillermo Cañas   | Guillermo Cañas   | 7             | 6             |   |   |              |                 |                 |              |              |  |
|  | Michał Przysiężny | Michał Przysiężny     | Michał Przysiężny     | 6           | 6           |  |  |               | Michał Przysiężny | Michał Przysiężny | 69            | 3             |   |   |              |                 |                 |              |              |  |
|  | Pontus Norberg    | Pontus Norberg        | Pontus Norberg        | 3           | 2           |  |  |               |                   |                   |               |               |   |   | 3            | Guillermo Cañas | Guillermo Cañas | 6            | 6            |  |
|  | Tim Goransson     | Tim Goransson         | Tim Goransson         | 6           | 6           |  |  |               |                   |                   | Tim Goransson | Tim Goransson | 2 | 0 |              |                 |                 |              |              |  |
|  | Carl Bergman      | Carl Bergman          | Carl Bergman          | 1           | 1           |  |  |               | Tim Goransson     | 0                 | 7             | 7             |   |   |              |                 |                 |              |              |  |
|  | 8                 | Filip Prpic           | Filip Prpic           | 7           | 6           |  |  | 8             | Filip Prpic       | 6                 | 5             | 6(1)          |   |   |              |                 |                 |              |              |  |
|  |                   | Jeffrey Mira Svensson | Jeffrey Mira Svensson | 5           | 2           |  |  |               |                   |                   |               |               |   |   |              |                 |                 |              |              |  |

### Sezione 4
|  | Primo turno      | Primo turno       | Primo turno       | Primo turno | Primo turno |  |  | Secondo turno | Secondo turno    | Secondo turno    | Secondo turno | Secondo turno |   |   | Ultimo turno | Ultimo turno  | Ultimo turno  | Ultimo turno | Ultimo turno |  |
|  |                  |                   |                   |             |             |  |  |               |                  |                  |               |               |   |   |              |               |               |              |              |  |
|  | 4                | Lamine Ouahab     | Lamine Ouahab     | 6           | 6           |  |  |               |                  |                  |               |               |   |   |              |               |               |              |              |  |
|  |                  | Robert Gustafsson | Robert Gustafsson | 3           | 2           |  |  | 4             | Lamine Ouahab    | Lamine Ouahab    | 6             | 6             |   |   |              |               |               |              |              |  |
|  | Patrik Rosenholm | Patrik Rosenholm  | 7                 | 3           | 7           |  |  |               | Patrik Rosenholm | Patrik Rosenholm | 4             | 2             |   |   |              |               |               |              |              |  |
|  | Andrew Coelho    | Andrew Coelho     | 64                | 6           | 5           |  |  |               |                  |                  |               |               |   |   | 4            | Lamine Ouahab | Lamine Ouahab | 4            | 1            |  |
|  | Adam Vejmelka    | Adam Vejmelka     | Adam Vejmelka     | 6           | 6           |  |  |               |                  | 5                | Peter Luczak  | Peter Luczak  | 6 | 6 |              |               |               |              |              |  |
|  | Jesper Brunstrom | Jesper Brunstrom  | Jesper Brunstrom  | 1           | 3           |  |  |               | Adam Vejmelka    | Adam Vejmelka    | 3             | 1r            |   |   |              |               |               |              |              |  |
|  | 5                | Peter Luczak      | Peter Luczak      | 6           | 6           |  |  | 5             | Peter Luczak     | Peter Luczak     | 6             | 4             |   |   |              |               |               |              |              |  |
|  |                  | Tobias Blomgren   | Tobias Blomgren   | 2           | 2           |  |  |               |                  |                  |               |               |   |   |              |               |               |              |              |  |